# Vicki Randle
Vicki Randle (San Francisco, 11 dicembre 1954) è una polistrumentista, cantante e compositrice statunitense, conosciuta per essere l'unica (e prima) donna a far parte della Tonight Show Band, band di accompagnamento di The Tonight Show..
Fa parte della Tonight Show Band dal 1992, quando Jay Leno è diventato il conduttore dello show.

## Biografia
Nasce a San Francisco l'11 dicembre 1954 e cresce nella stessa città. Scopre il suo amore per la musica sotto l'influenza del padre, Norvell Randle, famoso pianista jazz, e suo fratello Tom, tenore solista che lavorò con le maggiori compagnie operistiche europee. Ha cantato infatti sin da piccola nella scuola, nel coro della chiesa e in programmi per bambini di TV locali. Iniziò la carriera come cantautrice/chitarrista, suonando in locali come il Bla-Bla Café di Los Angeles e The Ice House Comedy Club di Pasadena. Ha collaborato anche con numerose musiciste donne come Cris Williamson, Ferron, e Linda Tillery.
Nel 1992 si trasferisce a Los Angeles per unirsi alla Tonight Show Band. 
Ha inciso e ha suonato in tour con numerosi artisti, come Aretha Franklin, George Benson, Lionel Richie, Kenny Loggins, Céline Dion, Herbie Hancock, Wayne Shorter, Branford Marsalis, e Lyle Mays.
Randle attualmente risiede Venice Beach e Oakland. È lesbica dichiarata.. Ha suonato all'inaugurazione del mandato del ex presidente statunitense Clinton nella Arkansas Ball All-Star-Band, condotta da David Pack e comprendente artisti come Michael McDonald, Bruce Hornsby e George Duke e continua ad apparire regolarmente nei club di Los Angeles.